# سونگ، پادشاه بالهه
سونگ (مرگ: ۷۹۴) که گاهی با نام تولدش ده هوا یو شناخته می‌شود پنجمین پادشاه بالهایی بود. او نوه پادشاه مون و پسر ده گونگ ریم بود. پدرش جانشین پادشاه مون بود اما قبل از آنکه به پادشاهی برسد از دنیا رفت. پس از مرگ پدرش، عموی پدرش ده وون یی به سلطنت رسید اما به دلیل رفتارهای خشونت آمیزش کشته شد. پس از مرگ ده وون یی وزرا او را به عنوان پادشاه انتخاب کردند.

## پادشاهی
او نام دوره ای جانگ هونگ (중흥) را انتخاب کرد. پادشاه سونگ از لحاظ جسمانی فردی بسیار ضعیف بود و چند ماه پس از رسیدن به پادشاهی از دنیا رفت. مهم‌ترین اقدام او انتقال پایتخت به سانگ گیونگ بود. بعد از مرگش گانگ به پادشاهی رسید.